# Eemil Luukka
Emil Wiktori ou Eemil Viktor Luukka (né le 1er décembre 1892 à Muolaa (fi), Province de Viipuri et mort le 1er juin 1970 à Valkeakoski) est un agriculteur et un homme politique finlandais,,. 

## Carrière politique
Eemil Luukka est député du parti du centre pour la circonscription du Häme du 1er septembre 1936 au 4 avril 1966,.
Eemil Luukka est vice-Premier ministre de Finlande des gouvernements Sukselainen II (19.05.1961–03.07.1961) et Miettunen I (14.07.1961–12.04.1962), il est vice-ministre de l'Intérieur des gouvernements Hackzell (08.08.1944–20.09.1944), Urho Castrén (21.09.1944–16.11.1944), Paasikivi II (24.11.1944–16.04.1945) et Paasikivi III (17.04.1945–25.03.1946),..
Il est aussi ministre de l'Intérieur des gouvernements Sukselainen II (19.05.1961–13.07.1961) et Miettunen I (14.07.1961–12.04.1962), ministre de l'Agriculture du gouvernement Paasikivi II (17.11.1944–16.04.1945) ainsi que vice-ministre de l'Agriculture des gouvernements Paasikivi III (17.04.1945–25.03.1946), Kekkonen I (17.03.1950–16.01.1951) et Kekkonen III (20.09.1951–08.07.1953),.